# Václav Hampl
Václav Hampl, češki fiziolog, * 1962, Praga.
Med letoma 2006 in 2014 je bil dva mandata rektor Karlove univerze v Pragi; na isti univerzi je bil od leta 2002 predavatelj fiziologije.